# Liste der Stolpersteine in Hamburg-Heimfeld
Die Liste der Stolpersteine in Hamburg-Heimfeld enthält alle Stolpersteine, die im Rahmen des gleichnamigen Kunst-Projekts von Gunter Demnig in Hamburg-Heimfeld verlegt wurden. Mit ihnen soll Opfern des Nationalsozialismus gedacht werden, die in Hamburg-Heimfeld lebten und wirkten.
Diese Seite ist Teil der Liste der Stolpersteine in Hamburg, da diese mit insgesamt 7139 (Stand: März 2025) Steinen zu groß würde und deshalb je Stadtteil, in dem Steine verlegt wurden, eine eigene Seite angelegt wurde.
| Adresse                    | Person(en)                         | Inschrift | Bilder | Anmerkung |
| -------------------------- | ---------------------------------- | --- | ------ | --- |
| Am Radeland 26 ·           | Eugen Schendel                     | Hier wohnte Eugen Schendel Jg. 1890 verhaftet 1938 KZ Fuhlsbüttel deportiert 1943 Auschwitz ermordet 15.6.1943                                                                   |        | Eintrag auf stolpersteine-hamburg.de |
| Bansenstraße 13 ·          | Arondine Blättner geb. Goldschmidt | Hier wohnte Arondine Blättner geb. Goldschmidt Jg. 1876 deportiert 1942 Theresienstadt ermordet 20.10.1943                                                                       |        | Eintrag auf stolpersteine-hamburg.de |
| Bansenstraße 13 ·          | Georgine Blättner geb. Goldschmidt | Hier wohnte Georgine Blättner geb. Goldschmidt Jg. 1871 deportiert 1942 Theresienstadt ermordet 9.12.1942                                                                        |        | Eintrag auf stolpersteine-hamburg.de |
| Buxtehuder Straße 38 ·     | Karl Danker                        | Hier wohnte Karl Danker Jg. 1883 verhaftet 1944 Zuchthaus Hamburg Zuchthaus Potsdam tot an Haftfolgen                                                                            |        | Eintrag auf stolpersteine-hamburg.de |
| Buxtehuder Straße 56 ·     | Robert Fischer                     | Hier wohnte Robert Fischer Jg. 1887 Flucht Österreich deportiert 1942 Theresienstadt ermordet 7.6.1944                                                                           |        | Eintrag auf stolpersteine-hamburg.de |
| Eißendorfer Pferdeweg 12 · | Peter Harms                        | Hier wohnte Peter Harms Jg. 1941 eingewiesen 1942 Alsterdorfer Anstalten ‚verlegt‘ 7.8.1943 Heilanstalt Kalmenhof/Idstein ‚Kinderfachabteilung‘ ermordet 8.9.1943                |        | Eintrag auf stolpersteine-hamburg.de wurde im Herbst 2023 nach Bauarbeiten neu verlegt (vorheriger Stein) |
| Eißendorfer Pferdeweg 12 · | Uwe Anton Hinsch                   | Hier wohnte Uwe Anton Hinsch Jg. 1936 eingewiesen 1940 Alsterdorfer Anstalten ‚verlegt‘ 7.8.1943 Heilanstalt Eichberg ‚Kinderfachabteilung‘ ermordet 17.8.1943                   |        | Eintrag auf stolpersteine-hamburg.de wurde im Herbst 2023 nach Bauarbeiten neu verlegt (vorheriger Stein) |
| Eißendorfer Pferdeweg 12 · | Ewald Kuhlmann                     | Hier wohnte Ewald Kuhlmann Jg. 1930 eingewiesen 1933 Alsterdorfer Anstalten ‚verlegt‘ 9.10.1941 Heilanstalt Lüneburg ermordet 21.12.1943                                         |        | Eintrag auf stolpersteine-hamburg.de wurde im Herbst 2023 nach Bauarbeiten neu verlegt (vorheriger Stein) |
| Eißendorfer Pferdeweg 12 · | Alfred Rahnert                     | Hier wohnte Alfred Rahnert Jg. 1938 eingewiesen 1940 Alsterdorfer Anstalten ‚verlegt‘ 7.8.1943 Heilanstalt Kalmenhof/Idstein ‚Kinderfachabteilung‘ ermordet 1.9.1943             |        | Eintrag auf stolpersteine-hamburg.de wurde im Herbst 2023 nach Bauarbeiten neu verlegt (vorheriger Stein) |
| Eißendorfer Pferdeweg 12 · | Herbert Thörl                      | Hier wohnte Dr. Herbert Thörl Jg. 1889 im Widerstand denunziert 1945 inhaftiert Fuhlsbüttel, Nordmark entlassen 30.4.1945 tot an Haftfolgen 3.6.1945                             |        | Eintrag auf stolpersteine-hamburg.de wurde im Herbst 2023 nach Bauarbeiten neu verlegt (vorheriger Stein) |
| Eißendorfer Pferdeweg 12 · | Walter Carl Stein                  | Hier wohnte Walter Carl Stein Jg. 1935 eingewiesen 1939 Alsterdorfer Anstalten ‚verlegt‘ 7.8.1943 Heilanstalt Eichberg ‚Kinderfachabteilung‘ ermordet 24.9.1943                  |        | Eintrag auf stolpersteine-hamburg.de wurde im Herbst 2023 nach Bauarbeiten neu verlegt (vorheriger Stein) |
| Eißendorfer Pferdeweg 65 · | Wilhelm Stein                      | Hier wohnte Wilhelm Stein Jg. 1895 im Widerstand hingerichtet 26.6.1944 in Hamburg                                                                                               |        | Eintrag auf stolpersteine-hamburg.de Der Stolperstein vor seiner Arbeitsstätte in Harburg (siehe Liste der Stolpersteine in Hamburg-Harburg) nennt als Hinrichtungsdatum abweichend den 16.6.1944. Ein weiterer Stolperstein befindet sich in Hamburg-Neustadt. |
| Grumbrechtstraße 32 ·      | Otto Gromball                      | Hier wohnte Otto Gromball Jg. 1891 im Widerstand mehrfach verhaftet Zuchthaus Rendsburg tot 30.4.1944                                                                            |        | Eintrag auf stolpersteine-hamburg.de |
| Grumbrechtstraße 41 ·      | Helmut Wichert                     | Hier wohnte Helmut Wichert Jg. 1913 eingewiesen Rotenburger Anstalten ‚verlegt‘ 1941 Heilanstalt Kaufbeuren ermordet 28.10.1943                                                  |        | Eintrag auf stolpersteine-hamburg.de Der Stein liegt vor Nr. 42. |
| Grumbrechtstraße 62 ·      | Johannes Bremer                    | Hier wohnte Johannes Bremer Jg. 1885 ermordet 1.12.1937 KZ Buchenwald |        | Eintrag auf stolpersteine-hamburg.de |
| Heimfelder Straße 15 ·     | Wilhelm Lanquillon                 | Hier wohnte Wilhelm Lanquillon Jg. 1911 eingewiesen 1941 ‚Heilanstalt‘ Weilmünster ermordet 30.10.1941                                                                           |        | Eintrag auf stolpersteine-hamburg.de |
| Heimfelder Straße 80 ·     | Bertha Katzenstein geb. Ehrlich    | Hier wohnte Bertha Katzenstein geb. Ehrlich Jg. 1862 deportiert 1942 Theresienstadt ermordet 25.11.1942                                                                          |        | Eintrag auf stolpersteine-hamburg.de |
| Hugo-Klemm-Straße 51 ·     | Hans Möller                        | Hier wohnte Hans Möller Jg. 1908 verhaftet 1938 KZ Fuhlsbüttel eingewiesen 1938 Heilanstalt Langenhorn zwangssterilisiert ‚verlegt‘ 1941 Heilanstalt Königslutter tot 13.11.1943 |        | Eintrag auf stolpersteine-hamburg.de |
| Triftstraße 100 ·          | Hertha Seiffer                     | Hier wohnte Hertha Seiffer Jg. 1924 eingewiesen 1943 ‚Heilanstalt‘ Am Steinhof/Wien ermordet 11.4.1944                                                                           |        | Eintrag auf stolpersteine-hamburg.de |
| Wattenbergstraße 11 ·      | Wilhelm Marquard                   | Hier wohnte Wilhelm Marquard Jg. 1905 im Widerstand/KPD verhaftet 21.7.1934 1935 Zuchthaus Rendsburg entlassen 1938 1943 Strafbataillon 999 Griechenland tot 29.10.1943          |        | Eintrag auf stolpersteine-hamburg.de |